# Championnats d'Europe de char à voile 2015
Navigation
2013 2016
Les 50e championnats d'Europe de char à voile 2015, organisés par le pays hôte sous l'égide de la fédération internationale du char à voile, se sont déroulés à La Panne et à Ostdunkerque en Belgique.

## Podiums
| Épreuve            | Or                | Argent              | Bronze           |
| ------------------ | ----------------- | ------------------- | ---------------- |
| Classe Standart    | David Denut       | Thierry Kaisin      | Cédric Floc’h    |
| Classe 2           | Peter Allemeersch | Henri Demuysere     | Ludovic Wasselin |
| Classe 3           | Clément Touron    | Antoine Giret       | Amaury Lequette  |
| Classe 5           | Alban Morandière  | Aurélien Morandière | Brice Petit      |
| Classe 8 kitebuggy | D. Aalbers        | M. Van den Berg     | Simon Cottard    |
| Classe Mini Yacht  | Éric Houvenaghel  | Augustin Descure    | Chris Wright     |

| Épreuve            | Or                 | Argent           | Bronze         |
| ------------------ | ------------------ | ---------------- | -------------- |
| Classe Standart    | Anne Lefebvre      | Guiana Dumortier | Alexia Kamoen  |
| Classe 3           | Marie-Pierre David |                  |                |
| Classe 8 kitebuggy | Émilie Ravaux      | Anika Grab       | B. Roth        |
| Classe Mini Yacht  | Lina Bousnane      | Christine Touati | Barbara Starke |

## Tableau des médailles par nation
| Rang | Nation      | Or | Argent | Bronze | Total |
| ---- | ----------- | -- | ------ | ------ | ----- |
| 1    | France      | 4  | 3      | 5      | 12    |
| 2    | Belgique    | 1  | 2      | -      | 3     |
| 2    | Pays-Bas    | 1  | 1      | -      | 2     |
| 4    | Royaume-Uni | -  | -      | 1      | 1     |

| Rang | Nation    | Or | Argent | Bronze | Total |
| ---- | --------- | -- | ------ | ------ | ----- |
| 1    | France    | 4  | 1      | -      | 5     |
| 2    | Allemagne | -  | 1      | 2      | 3     |
| 3    | Belgique  | -  | 1      | 1      | 2     |